# Loi Coluche
Lire en ligne

Texte sur Légifrance

La « loi Coluche » est un dispositif de la loi de finances française pour 1989 inscrit dans l'article 238 bis du Code général des impôts. Elle crée une déduction fiscale supplémentaire pour certaines associations, caritatives et humanitaires dites « organismes d’aide aux personnes en difficulté ». Son nom fait référence à Coluche, le fondateur des Restos du cœur.

## Historique
En janvier 1986, Coluche soumet une idée de loi à la télévision qui vise à défiscaliser en partie les donations réalisées par les donateurs plus modestes. En 1988, à la suite du décès de Coluche, François Mitterrand s'engage vis-à-vis de sa veuve Véronique Colucci à donner suite à cette proposition. Sous l'impulsion de La Fonda qui milite pour « la liberté de chacun de pouvoir disposer d'une petite part de son impôt », le 20 octobre 1988, la loi Coluche est votée par le gouvernement Rocard, débloquant 50 % de réductions d'impôts sur 400 francs de plafond.
La loi Borloo du 18 janvier 2005 de programmation pour la cohésion sociale a fait passer le taux de cette déduction de 66 % à 75 %. L’État prend ainsi à sa charge les trois quarts du don pour les contribuables soumis à l’impôt sur le revenu dans la limite du plafond (513 euros pour les dons versés en 2010, 529 euros en 2015). Le ministre de la Cohésion sociale entend faire un geste en direction des personnes en difficulté dans une période de chômage élevé.
Au total, la dépense fiscale liée à ces deux mécanismes s’élèverait à 580 millions d’euros en 2004, contre 460 millions en 2003. Le coût de l’amendement Borloo n’est pas encore connu.
En 2011, le rapporteur général de la commission des finances Gilles Carrez (UMP) propose de revoir à la baisse la défiscalisation offerte par la loi Coluche, mais cet amendement est retiré avant d'avoir pu être débattu à l'Assemblée nationale.
Lors des débats autour du projet de loi de cohésion sociale, les parlementaires ont voulu maintenir la distinction entre le « don Coluche » et les autres régimes de dons. De nombreuses associations, relayées par des organismes comme l'Union nationale des organismes faisant appel à la générosité du public, ont de leur côté dénoncé l’instauration d’une « générosité à deux vitesses » : la distribution de repas aux personnes en grande précarité ne constitue pas à leurs yeux une cause plus nécessaire que l’aide à l’enfance maltraitée, aux personnes âgées dépendantes, l’aide internationale ou encore le soutien à la recherche médicale.
En 2013, le ministre de l'Agriculture Stéphane Le Foll annonce l'élargissement de la loi Coluche aux dons du secteur agricole. La loi ne s'étend finalement qu'aux dons de producteurs laitiers, et permet de récolter 2 millions de litres de lait en 2014.
La loi est renouvelée en 2023 puis 2026, année anniversaire des 40 ans de la mort de l'humoriste et à la suite aussi de la montée grandissante de la pauvreté notamment due à la Pandémie du Covid 19 durant 5 ans (voir aussi sur article pour en savoir plus : Conséquences de la pandémie de Covid-19), (1er septembre 2019-31 août 2022 ou 2023),.

## Effet de la loi
L'amendement Coluche est considéré comme une des principales causes de la faveur dont jouissent les actions de lutte contre l'exclusion auprès des donateurs français.
C'est ce qu'a mis en évidence l'étude menée pour la Fondation de France par Jacques Malet, rapporteur à la Cour des comptes, sur les dons aux œuvres déclarés par les foyers français lors de l'année 1996 : les associations non concernées par le dispositif « Coluche » y enregistraient une baisse des dons de 1,44 %, après celle de 4 % en 1995, dans un contexte de scandales et de détournements de fonds (Association pour la recherche contre le cancer, Sidaction…). Les dons aux associations bénéficiant de l'amendement Coluche, en augmentation constante depuis 1990, ont explosé en 1996 : à peine supérieur à 50 millions de francs en 1990, leur montant était passé à plus de 400 millions six ans plus tard. En juin 1996, la déduction était passée de 50 à 60 %, et le plafond de 1 000 à 2 000 francs.
Une nouvelle enquête menée en 2004 par la Fondation de France a cependant révélé une baisse de 10 % des dons aux associations depuis le début des années 2000. C'est dans ce contexte qu'est intervenu un nouveau relèvement de l'avantage fiscal, passant de 60 % à 66 % du montant versé, en même temps que la réduction d’impôt pour l’ensemble des dons aux œuvres (de 50 % à 60 %)[source insuffisante].

## La loi Coluche en pratique
La loi Coluche permet de récupérer 75 % de son don à N+1 grâce à une réduction d'impôt.
Depuis le 1er janvier 2019 et l'entrée en vigueur du prélèvement à la source, l’impôt sur le revenu est prélevé directement sur les revenus des contribuables, ce qui occasionne quelques adaptations, voici les trois différentes situations envisageables :
- Don effectué en 2017 et 2018 : pour la retenue à la source, l’administration fiscale prend en compte les dons passés et verse le 19 janvier 2019 un acompte de 60% calculé sur la réduction de 2017. Le reste est versé à l’été 2019 sur la base de la déclaration de revenus 2018 remplie en mai et où le/la donateur(trice) indique ses dons 2018.

- Don effectué en 2017, mais pas en 2018 : l’administration fiscale présume que le/la donateur(trice) a réalisé le même don en 2018. Elle verse donc le 19 janvier 2019 un montant correspondant à 60% de la réduction calculée sur mon de 2017. Après avoir rempli la déclaration 2018 où la personne n'indique pas de don en 2018, il est nécessaire de rendre à l'État la somme perçue en janvier.

- Don effectué pour la première fois en 2018 : la personne ne reçoit pas d'acompte en janvier, mais indique son don dans sa déclaration 2018. En septembre, l'administration fiscale lui reverse le montant de sa réduction fiscale[11].

À noter enfin : il s'agit d'une réduction d'impôt, pas d'un crédit d'impôt. Cette mesure ne profite donc pas aux nombreux donateurs non imposables. Les Français non imposables ont été estimés à 21,4 millions en 2017.
Des associations qui permettent de bénéficier de ces 75% de réduction sont :
- Des associations qui aident principalement en France : Les Restos du cœur, Croix-Rouge française, Emmaüs, Banque alimentaire, Fondation d'Auteuil, Secours Populaire, Secours Catholique, Fondation Abbé-Pierre, Petits frères des pauvres, MaMaMa, Solidarités nouvelles pour le logement, Habitat et Humanisme, les Paniers de la Mer, etc.
- Des associations qui aident partout dans le reste du monde : Médecins sans Frontières, Action contre la Faim, Care France, Handicap international, Armée du salut...